# Långtjärnarna (Särna socken, Dalarna, 683571-133612)
Långtjärnarna är en sjö i Älvdalens kommun i Dalarna och ingår i Dalälvens huvudavrinningsområde.